# 卡特里娜·伦克
卡特里娜·伦克（英語：Katrina Lenk，？—），女，美国演员、歌手、作曲家。曾获得托尼奖最佳音乐剧女主角。